# Visvaldis Lācis
Visvaldis Lācis (ur. 12 marca 1924 w Valmierze, zm. 18 kwietnia 2020) – łotewski filolog, publicysta i działacz społeczny, poseł na Sejm Republiki Łotewskiej IX i X kadencji. 

## Życiorys
Urodził się w rodzinie uczestnika walk o wolność Łotwy (1918–1920), który w okresie międzywojennym był oficerem wywiadu. W 1940 roku ojciec zginął w wypadku samochodowym. Visvaldis Lācis kształcił się w ryskim gimnazjum klasycznym. W 1943 został wcielony do 44 pułku 19 dywizji Łotewskiego Legionu SS. W 1945 przez trzy miesiące walczył w tzw. kotle kurlandzkim, dwukrotnie był ciężko ranny. Trafił na krótki okres do obozu filtracyjnego. W 1949 rozpoczął studia w Łotewskiej Akademii Rolniczej, z których został relegowany za nieprawomyślne poglądy. W 1956 rozpoczął samodzielną naukę języka angielskiego, zaś w 1957 został studentem anglistyki Łotewskiego Uniwersytetu Państwowego. W 1961 ponownie skreślono go z listy  studentów. Naukę kontynuował w trybie zaocznym w Państwowym Pedagogicznym Instytucie Języków Obcych w Moskwie. W 1965 uzyskał stopień magistra. Oprócz angielskiego opanował również języki niemiecki, rosyjski i szwedzki. 
W 1988 zaangażował się w działalność publiczną, zarówno na ulicy, jak i w prasie, gdzie publikował artykuły. W 1988 znalazł się we władzach Łotewskiego Frontu Ludowego, następnie zaś był prezesem Łotewskiego Narodowego Ruchu Niepodległości (LNNK). W 1993 bez powodzenia kandydował do Sejmu z ramienia partii "Nasza Ziemia" (łot. Musu zeme). W 2006 przystąpił do Łotewskiej Partii Zielonych, a w 2006 został wybrany posłem z listy Związku Zielonych i Rolników. W październiku 2007 opuścił klub w proteście przeciwko zwolnieniu prezesa KNAB Aleksieja Łoskutowa. W wyborach w 2009 otwierał listę europejską ugrupowania "Wszystko dla Łotwy!", do którego przystąpił w 2010. W wyborach w 2010 uzyskał jeden z trzech mandatów, jakie przypadły koalicji "TB/LNNK – Visu Latvijai!" w Vidzeme. W marcu 2011 media poinformowały o jego odejściu z partii i frakcji poselskiej za porozumieniem stron.
Od 1952 żonaty z Viktoriją, mają razem troje dzieci i pięcioro wnuków. 
Opublikował kilkanaście książek (m.in. "Latviešu leģions patiesības gaismā" poświęconą Legionowi Łotewskiemu) i ponad 300 artykułów. Odznaczony Orderem Trzech Gwiazd III klasy.